# Marija Pasieka
Marija Walerjewna Pasieka, ros. Мария Валерьевна Пасека (ur. 19 lipca 1995 w Moskwie) – rosyjska gimnastyczka, 2-krotna medalistka Igrzysk Olimpijskich w Londynie, 2-krotna medalistka Igrzysk Olimpijskich w Rio de Janeiro, 2-krotna mistrzyni świata w skoku z 2015 i 2017, 2-krotna mistrzyni Europy w skoku z 2015 i 2019, 4-krotna mistrzyni Uniwersjady. Jest obecnie 5. najbardziej utytułowaną rosyjską gimnastyczką sportową w historii Igrzysk Olimpijskich.

## Kariera

### 2011
Pasieka rozpoczęła swoją karierę w rangach seniorek w 2011 roku. W sierpniu, wzięła udział w Pucharze Rosji w Jekaterinburgu, na którym wygrała brązowy medal w skoku z wynikiem 13,713 oraz zajęła piąte miejsce w ćwiczeniach wolnych, zyskując notę 13,125.
We wrześniu, wystąpiła na Pucharze Świata w Gandawie, gdzie ukończyła zawody na szóstym miejscu w skoku (13,837) i piątym miejscu na ćwiczeniach wolnych (13,175).
Tego samego miesiąca, wzięła udział w zawodach Dinamo International w Penzie, gdzie wygrała srebro w skoku (13,935) i brąz w ćwiczeniach wolnych (14,034).

### 2012
W marcu, Pasieka wygrała złoty medal z moskiewską drużyną na Mistrzostwach Rosji w Penzie z wynikami 14,867 w skoku, 10,767 na poręczach i 13,533 w ćwiczeniach wolnych. W finałach na przyrządach, wygrała brązowy medal w skoku (14,120) i uplasowała się na siódmym miejscu na poręczach (11,440).
W maju, reprezentowała Rosję na Mistrzostwach Europy w Brukseli. Wygrała srebrny medal w finale drużynowym, gdzie uzyskała notę 14,833 w skoku.
Miesiąc później, wzięła udział w Pucharze Rosji w Penzie. W finale drużynowym, wygrała złoty medal dla Moskwy, otrzymując punktację 15,800 w skoku i 14,134 w ćwiczeniach wolnych. Indywidualnie, uplasowała się na siódmym miejscu w skoku (11,925) i na poręczach (13,175).

#### Igrzyska Olimpijskie 2012
Pasieka została wytypowana do kadry rosyjskiej na XXX Igrzyska Olimpijskie w Londynie u boku Aliji Mustafiny, Wiktoriji Komowej, Kseniji Afanasjewej i Anastasiji Griszyny.
29 lipca, uzyskała noty 15,533 i 14,566 w skoku. Rosja zakwalifikowała się na drugim miejscu z łącznym wynikiem 180,429, natomiast Marija uzyskała kwalifikację indywidualną do finału w skoku, plasując się na trzeciej pozycji.
31 lipca, otrzymała wynik 15,300 w skoku podczas finału drużynowego, dzięki czemu kadra rosyjska wygrała srebrny medal z wynikiem 178,530.
5 sierpnia, Pasieka uzyskała noty 15,400 i 14,700 w finale skoku. Zyskując łączny wynik 15,050, wygrała brązowy medal, plasując się za Rumunką Sandrą Izbașą i Amerykanką McKaylą Maroney.

### 2013
W marcu, Marija wygrała swój pierwszy tytuł Mistrzyni Rosji w rangach seniorek w konkurencji skoku, zyskując notę 13,475. Uplasowała się również na ósmym miejscu w ćwiczeniach na poręczach asymetrycznych z wynikiem 11,725 oraz wygrała srebrny medal w zawodach drużynowych, gdzie otrzymała noty 15,750 w skoku i 12,650 na poręczach.
W kwietniu, wzięła udział w indywidualnych Mistrzostwach Europy w gimnastyce sportowej w Moskwie, na których wygrała brązowy medal w ćwiczeniach na poręczach z wynikiem 14,400. Zakwalifikowała się również na drugiej pozycji w skoku z notą 14,733, jednak w finale upadła dwa razy, przez co spadła na siódmą lokatę, otrzymując wynik końcowy 13,499.
W lipcu, Pasieka była reprezentantką Rosji na Letniej Uniwersjadzie w Kazaniu, wraz z Aliją Mustafiną, Kseniją Afanasjewą, Anną Diemientjewą i Tatianą Nabiewą. Uzyskując notę 15,100 w skoku, Pasieka wygrała złoty medal z kadrą rosyjską i tym samym zakwalifikowała się do finału na tym przyrządzie, w którym następnie wygrała brązowy medal z łącznym wynikiem 14,950.

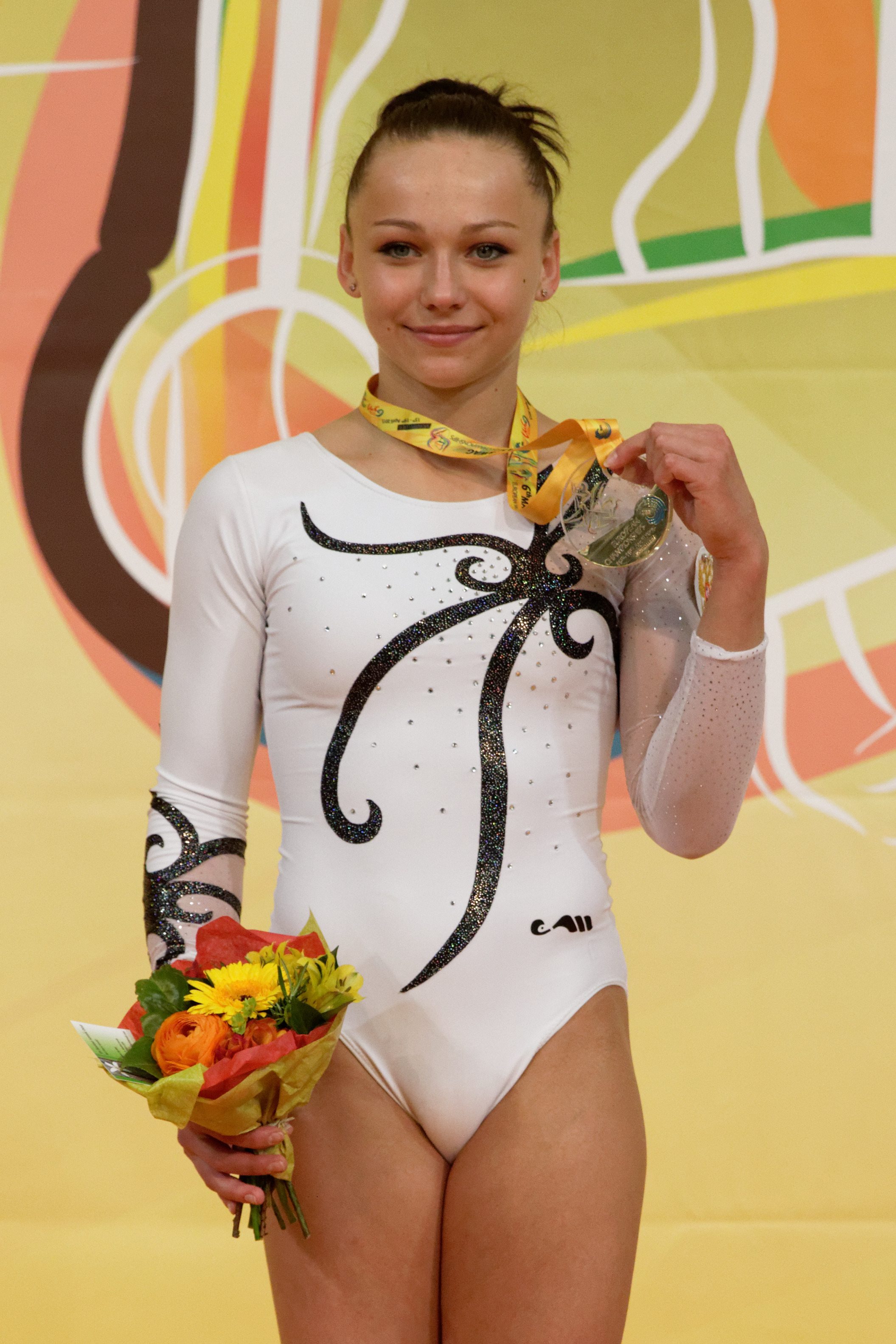
Pasieka podczas ceremonii medalowej na Mistrzostwach Europy w Montpellier.

### 2014
W kwietniu, Pasieka wygrała srebrny medal w skoku na Mistrzostwach Rosji z wynikiem 14,384. Ze względu na liczne kontuzje, nie była w stanie wystąpić na Mistrzostwach Europy i Mistrzostwach świata.
Zakończyła rok 2014 na Pucharze Woronina, gdzie wygrała złoty medal w skoku (14,550) i srebro na poręczach (14,050).

### 2015
Pasieka nie została początkowo wytypowana do kadry na Mistrzostwa Europy w Montpellier, jednak kontuzja jednej z rosyjskich zawodniczek sprawiła, że Marija została wysłana na zawody w ostatniej chwili. Mimo braku możliwości udziału w treningach, Pasieka zakwalifikowała się do finału w skoku na czwartej pozycji, mając dwa z najtrudniejszych skoków podczas całych zawodów – Cheng (z trudnościa 6,4) oraz Amanar (z trudnością 6,3). Uzyskała również dobry wynik na poręczach (14,233), jednak ze względu na przepisy, które zezwalają jedynie dwóm zawodniczkom z jednego kraju na udział w finale, Pasieka nie mogła uzyskać kwalifikacji. W finale skoku, który miał miejsce 18 kwietnia, Pasieka wygrała swój pierwszy tytuł Mistrzyni Europy z notą 15,250, pokonując tym samym dwukrotną złotą medalistkę na tym przyrządzie, Giulię Steingruber.
Na Mistrzostwach świata w Glasgow, Pasieka wykonała czyste układy w ćwiczeniach wolnych, skoku i na poręczach, jednak wielokrotne błędy innych rosyjskich zawodniczek w finale drużynowym sprawiło, że mimo drugiego miejsca w kwalifikacjach, Rosja spadła na czwartą lokatę. Mimo że po raz kolejny nie mogła wystąpić w finale drużynowym (Wiktorija Komowa i Daria Spiridonowa zyskały kwalifikację z wyższymi wynikami), Marija wystąpiła w finale skoku, gdzie zdobyła swój pierwszy złoty medal Mistrzostw świata z wynikiem 15,666, pokonując mistrzynię olimpijską z 2008 roku Hong Un-jong i mistrzynię świata w wieloboju Simone Biles, które znalazły się na drugiej i trzeciej pozycji.

### 2016
Pasieka nie zdobyła żadnego medalu indywidualnego na Mistrzostwach Rosji, natomiast kontuzja nie zezwoliła jej na udział w Mistrzostwach Europy w Bernie.

#### Igrzyska Olimpijskie 2016

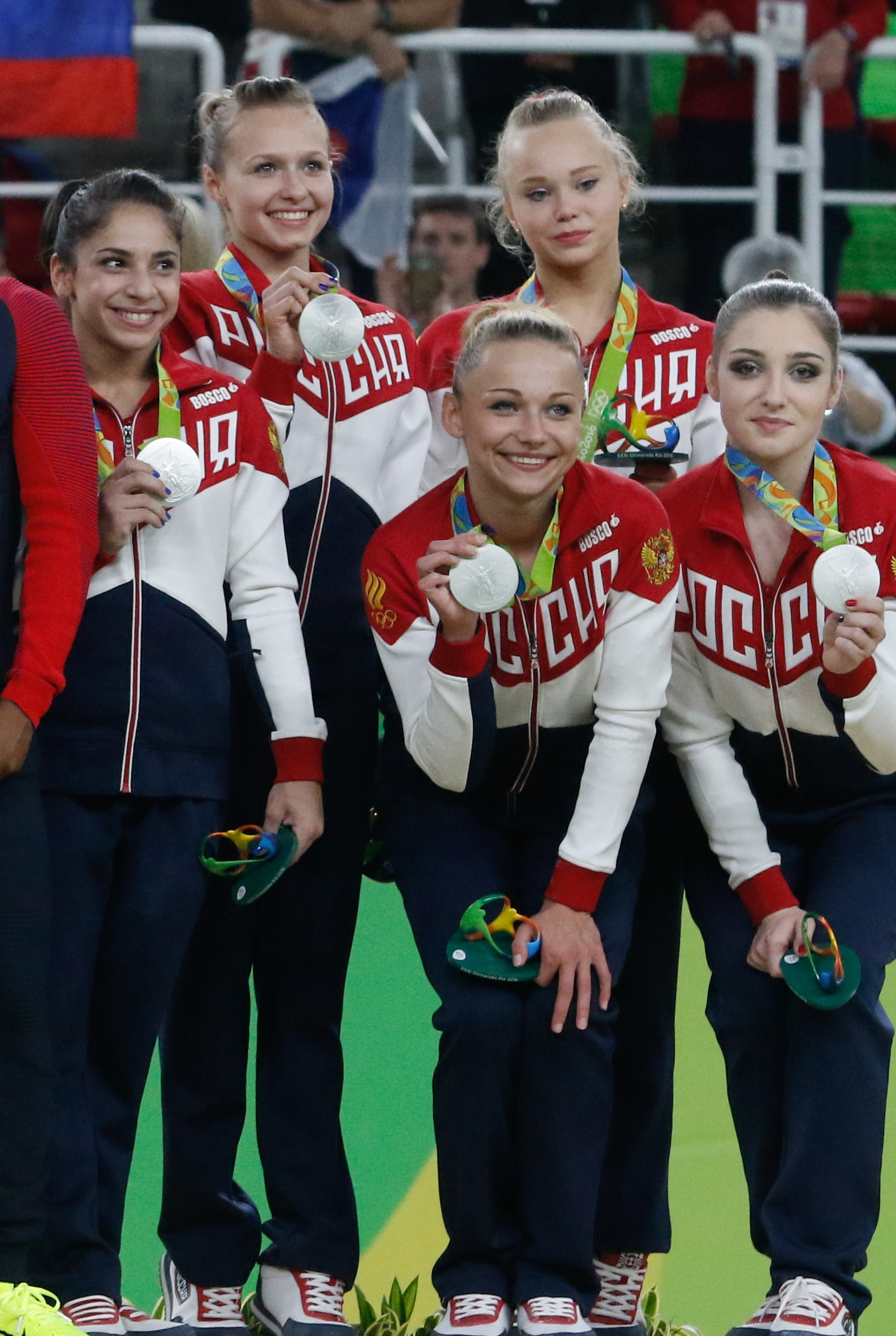
Pasieka razem z kadrą Rosji po wygraniu srebrnego medalu w finale drużynowym na Igrzyskach Olimpijskich w Rio

Reprezentowała Rosję na Letnich Igrzyskach Olimpijskich w Rio de Janeiro, wraz z Aliją Mustafiną, Angieliną Mielnikową, Darią Spiridonową i Sjedą Tutchaljan.
7 sierpnia, Pasieka zakwalifikowała się do finału w skoku na czwartym miejscu zyskując noty 14,733 i 15,366 oraz łączny wynik 15,049. Kadra rosyjska otrzymała kwalifikację na trzeciej pozycji z punktacją 174,620.
9 sierpnia, Rosja wygrała srebrny medal w konkurencji drużynowej z łącznym wynikiem 176.688. Marija otrzymała notę 15,700 w skoku. Amerykanki zostały mistrzyniami olimpijskimi z wynikiem 184,897, podczas gdy kadra Chin uplasowała się na trzeciej lokacie z notą 176,003.
14 sierpnia, wystąpiła w finale w skoku, gdzie otrzymała punktację 15,266 i 15,241. Z łącznym wynikiem 15,253, Pasieka wygrała drugi srebrny medal, podczas gdy Simone Biles została mistrzynią olimpijską, a Giulia Steingruber wygrała brąz i zarówno swój pierwszy medal igrzysk w karierze. Marija została pierwszą gimnastyczką od czasów Ludmiły Turiszczewej, która wygrała dwa medale w skoku na dwóch Igrzyskach Olimpijskich z rzędu.

### 2017
Ze względu na problemy z kręgosłupem, Pasieka nie brała udziału w żadnych zawodach na początku nowego cyklu olimpijskiego, jednak mimo tego została wytypowana do kadry rosyjskiej na Mistrzostwa Europy w Klużu-Napoce. Zakwalifikowała się do finału w skoku na drugiej pozycji, jednak ostatecznie zajęła czwarte miejsce i opuściła Rumunię bez żadnego medalu.
W sierpniu, dostała się do kadry narodowej na Mistrzostwa Świata w Montrealu, u boku srebrnej medalistki olimpijskiej Angieliny Mielnikowej, Jeleny Jerjominy i Anastazji Ilijankowej. W kwalifikacjach, wystąpiła jedynie w skoku, gdzie uzyskała pierwsze miejsce z wynikiem 14,933, następnie wygrała swój drugi tytuł Mistrzostw świata na tym przyrządzie. Została pierwszą rosyjską gimnastyczką w historii, która zajęła pierwsze miejsce w skoku na dwóch Mistrzostwach Świata z rzędu oraz drugą rosjanką w historii, która zdobyła dwa złote medale na tym przyrządzie.
W grudniu, Pasieka miała operację kręgosłupa.

### 2018
Ze względu na proces zdrowienia pooperacyjnego, Marija nie występowała na żadnych zawodach w roku 2018. Dostała zezwolenie na wznowienie treningów w grudniu tego roku.

### 2019
Pasieka wróciła do zawodów na Mistrzostwach Rosji w Penzie, gdzie wygrała złoty medal w skoku. W rezultacie została wytypowana do kadry na Mistrzostwa Europy. Następnie wzięła udział w Pucharze Świata w Baku, jednak upadek w jednym ze skoków sprawił, że skończyła zawody na piątym miejscu. Marija wystąpiła na kolejnym Pucharze Świata w Dausze, gdzie zakwalifikowała się w skoku na pierwszej pozycji. W finale na przyrządzie, zdobyła srebrny medal, uzyskując jedynie 0,117 punkta mniej niż reprezentantka Stanów Zjednoczonych i złota medalistka Jade Carey. Mimo tego, jeden ze skoków Pasieki był najwyżej ocenionym skokiem podczas zawodów (Amanar z wynikiem 15,100).
Wystąpiła na Mistrzostwach Europy w Szczecinie. Podczas kwalifikacji, upadła na jednym ze skoków i uplasowała się na piątym miejscu. W finale wygrała złoty medal, pokonując tym samym mistrzynię Europy w skoku z 2017 roku Coline Devillard. Następnie wystąpiła na Pucharze Korei, gdzie po licznych problemach, zakończyła zawody na czwartym miejscu w skoku. Na Pucharze Rosji, Pasieka również nie wykonała zadowalających skoków i otrzymała piąte miejsce w finale.
We wrześniu, Pasieka otrzymała srebrny medal w konkurencji drużynowej na Mistrzostwach Świata w Stuttgarcie jako rezerwowa. W listopadzie, uplasowała się na szóstym miejscu w finale skoku na Pucharze Świata w Chociebużu.

### 2020
W lutym, Pasieka wzięła udział w Pucharze Świata w Melbourne, gdzie uplasowała się na ósmym miejscu w finale po upadku w jednym ze skoków. Miesiąc później, wystartowała w kolejnym Pucharze Świata w Baku, jednak słabe skoki w kwalifikacjach nie pozwoliły jej na awans do finałów, które następnie zostały odwołane ze względu na wybuch pandemii COVID-19. Podczas jednego z wywiadów, Pasieka poinformowała media o kontuzji kostki doznanej w Baku i zdecydowała się na przerwę w swojej karierze i planowany powrót po Letnich Igrzyskach Olimpijskich w Tokio.

## Ordery i odznaczenia
- Medal «Za zasługi dla Ojczyzny» I stopnia (13 sierpnia 2012 roku) – za wielki wkład w rozwój kultury fizycznej i sportu, wysokie osiągnięcia na XXX Letnich Igrzyskach Olimpijskich w Londynie (Wielka Brytania)[43]
- Zasłużony Mistrz Sportu (20 sierpnia 2012 roku)